# Хорњи Лидеч
Хорњи Лидеч (чеш. Horní Lideč) је насељено мјесто са административним статусом сеоске општине (чеш. obec) у округу Всетин, у Злинском крају, Чешка Република.

## Становништво
Према подацима о броју становника из 2014. године насеље је имало 1.388 становника.